# Hiroki Fujiharu
Hiroki Fujiharu (藤春 廣輝, Fujiharu Hiroki, Osaka, 28 november 1988) is een Japans voetballer die als verdediger speelt bij Gamba Osaka.

## Carrière
Hiroki Fujiharu tekende in 2011 bij Gamba Osaka.

## Statistieken
| Japans voetbalelftal | Japans voetbalelftal | Japans voetbalelftal |
| Jaar                 | Wed.                 | Dlp.                 |
| -------------------- | -------------------- | -------------------- |
| 2015                 | 3                    | 0                    |
| Totaal               | 3                    | 0                    |